# Joan Antoni Martín Piñol
Joan Antoni Martín Piñol, també conegut com a Martín Piñol (Barcelona, 1979), és un escriptor i guionista català
Llicenciat en comunicació audiovisual per la Universitat Pompeu Fabra, treballa com a guionista i col·laborador. Ha treballat a la televisió (Gran Nord, El cor de la ciutat, Club Super3, Noche sin tregua, Top Ten Tomàtic, Solo ante el peligro o Saber y ganar, entre d'altres) i a la ràdio (Catalunya Ràdio, Rac1, Com Ràdio i Ona Catalana).
També ha treballat com a humorista del canal Paramount Comedy, i va codirigir i presentar el programa In Situ a TV3. Ha publicat diverses obres de ficció i no ficció, tant en castellà com en català.
En l'àmbit de la literatura infantil i juvenil, ha publicat obres com Episodio Final, La fabulosa historia del secador mágico, Los dragones de hierro, Crónicas apestosas, Menudos chistes, Laya y el horripilante monstruo de champú i la sèrie La cocina de los monstruos (Macarrones con zombi, Tallarines de momia, Hamburguesas de hombre lobo, Gazpacho de vampiro, Kraken a la romana, Pastel de bruja, Chuletas de dragón, Helado de Yeti i Sopa de fantasma).
En literatura catalana va aconseguir el Premi Ramon Muntaner amb el llibre Pizzaboy, i el Premi Joaquim Ruyra de narrativa juvenil per Sentinels.

## Obra publicada (català i castellà)
- 200 locuras para que te quedes conmigo
- Laya y el horripilante monstruo de champú
- Menudos chistes
- Crónicas apestosas
- Los dragones de hierro
- La fabulosa historia del secador mágico
- Una de vampiros
- Episodio final
- Macarrones con zombi (La cocina de los monstruos 1)
- Tallarines de momia (La cocina de los monstruos 2)
- Hamburguesas de hombre lobo (La cocina de los monstruos 3)
- Gazpacho de vampiro (La cocina de los monstruos 4)
- Kraken a la romana (La cocina de los monstruos 5)
- Pastel de bruja (La cocina de los monstruos 6)
- Chuletas de dragón (La cocina de los monstruos 7)
- Helado de Yeti (La cocina de los monstruos 8)
- Sopa de fantasma (La cocina de los monstruos 9)
- Albóndigas Marcianas (La Cocina De Los Monstruos 10)
- Ensalada De Troll (La Cocina De Los Monstruos 11)
- Frankfurt de Frankenstein (La Cocina De Los Monstruos 12)
- Pizzaboy Premi Ramon Muntaner 2015
- Harry Pater
- El gran tratado de la caca[3]
- Cazadores de chistes
- Sentinels. Premi Joaquim Ruyra
- Dragon Girl: la leyenda maldita
- Dragon Girl: el profesor robot
- Dragon Girl: el dentista loco[4]
- Superbaguet